# Vas Tibor
Vas Tibor (Budapest, Ferencváros, 1911. május 27. – Budapest, 1983. május 19.) jogász, egyetemi tanár, az állam- és jogtudományok kandidátusa (1952).

## Élete
Vas (Wassermann) Henrik államvasúti mérnök és Wassermann Katalin gyermekeként született zsidó családban. Tizennégy éves korában glaukóma következtében elvesztette látását, így a tanulásban édesanyja segítette, aki felolvasta számára a tananyagot. Középiskolai tanulmányait a szegedi Piarista Gimnáziumban végezte, ahol Bibó István és Ortutay Gyula osztálytársa volt. 1934-ben a szegedi Ferenc József Tudományegyetemen jogi, majd a következő évben államtudományi doktorátust szerzett. 1934-től ügyvédjelöltként, 1938 és 1949 között ügyvédként működött. A zsidótörvények miatt súlyos helyzetbe került, ezért kormányzói mentességet kért, s kérelmét több magyar jogfilozófus – köztük Moór Gyula – is aláírta. 1947-ben a Szegedi Tudományegyetem Jog- és Államtudományi Karán magántanárrá képesítették. 1948-tól előadóként dolgozott a debreceni, a szegedi, majd a Pécsi Tudományegyetemen. 1949-ben Debrecenben, 1951-ben Budapesten egyetemi tanárrá nevezték ki. 1951 és 1955 között az MTA Állam- és Jogtudományi Intézetének igazgatója volt. 1953–56-ban a Jogtudományi Közlöny főszerkesztője volt. Harminc éven át töltötte be a Vakok és Gyengénlátók Országos Szövetségének elnöki tisztét. Főként a logika jogbeli szerepével, a jog lényegével, a magyar családjog főbb kérdéseivel, majd az állami és társadalmi szervek viszonyával foglalkozott. Mintegy ötven cikke, tanulmánya jelent meg.
Házastársa Vajda Margit Eszter (1908–1987) volt, Vajda Manó és Ungár Erzsébet lánya, akit 1939. március 12-én Budapesten, a Terézvárosban vett nőül.
A budapesti Farkasréti temetőben helyezték végső nyugalomra.

## Főbb művei
- Die Bedeutung der transendentalen Logik in der Rechtsphilosophie (Budapest, 1935)
- Társadalomtan (egyetemi jegyzet, 1948/49. tanév, Debrecen, 1949)
- Állam- és jogelmélet (egyetemi jegyzet előadásai alapján, 1949/50. tanév, Pécs, 1950)
- Államtan (egyetemi jegyzet előadásai alapján, 1949/50. tanév, Pécs, 1950)
- A magyar családi jog főbb kérdései (Budapest, 1953)

## Díjai, elismerései
- Munka Érdemrend (1955)
- Munka Vörös Zászló Érdemrendje (1976)[9]